# Take This Heart
Take This Heart è una canzone di Richard Marx, terzo singolo estratto dal suo terzo album, Rush Street del 1991. Si piazzò alla ventesima posizione della Billboard Hot 100, mentre raggiunse il quarto posto della Adult Contemporary Chart. Nel Regno Unito, si piazzò alla posizione numero 13 nell'agosto del 1992, come successore del singolo Hazard che raggiunse la top 3.

## Video musicale
Nel video musicale della canzone si svolge durante una partita di baseball, in cui si vede Richard Marx giocare per i Chicago Cubs contro gli Oakland Athletics nella settima partita delle World Series (Marx è un noto fan dei Chicago Cubs). Nel video appaiono diverse stelle del baseball, ad esempio si vedono i giocatori degli Athletics, Rickey Henderson, José Canseco e il lanciatore Dennis Eckersley. È presente anche un cameo del manager dei Cubs, Jim Lefebvre. Inoltre, la partita ha il commento di Bob Uecker. Le scene con le fasi del gioco si alternano ad altre in cui si vede Marx con la sua band mentre suona la canzone sul campo di baseball degli Oakland Athletics, l'Oakland Coliseum.
Alla fine del video, il battitore Richard Marx, dopo aver ricevuto due lanci, effettua un fuoricampo e porta i Chicago Cubs alla vittoria. Subito dopo si vede un Marx sonnecchiante che si sveglia scosso; il suo fuoricampo era solo un sogno. (Tuttavia, dal momento che la partita è stata disputata ad Oakland, la città natale degli Athletics, avrebbe dovuto essere base nella parte inferiore del nono, così il fuoricampo di Marx in realtà non avrebbe potuto dare la vittoria per i Cubs. Va inoltre osservato che entrambe le squadre indossando le loro rispettive divise di casa nel video, anche se lo stadio è chiaramente quello degli Oakland Athletics)

## Classifiche

### Posizioni in classifica
| Classifica (1992)                           | Posizione massima |
| ------------------------------------------- | ----------------- |
| Australia (ARIA Singles Chart)              | 11                |
| Irlanda (Irish Singles Chart)               | 21                |
| Nuova Zelanda (RIANZ Singles Chart)         | 48                |
| Regno Unito (Official Singles Chart)        | 13                |
| Stati Uniti (Billboard Hot 100)             | 20                |
| Stati Uniti (Hot Adult Contemporary Tracks) | 4                 |

### Classifiche di fine anno
| Classifica (1992)               | Posizione |
| ------------------------------- | --------- |
| Stati Uniti (Billboard Hot 100) | 81        |